# FEMEN
FEMEN (in ucraino: Фемен) è un movimento femminista di protesta ucraino fondato a Kiev nel 2008 da Oksana Šačko, Hanna Hucol e Inna Ševčenko. Il movimento è divenuto famoso, su scala internazionale, per la pratica di manifestare mostrando i seni contro il turismo sessuale, il sessismo e altre discriminazioni sociali. Alcuni degli obiettivi del movimento sono "incrementare le capacità intellettuali e morali delle giovani donne in Ucraina", "ricostruire l'immagine dell'Ucraina, un paese dalle ricche opportunità per le donne" e modificare l'immagine dell'Ucraina all'estero da meta di turismo sessuale a paese democratico. Già dall'aprile del 2010 il movimento stava considerando l'idea di diventare un partito politico per partecipare attivamente alle elezioni parlamentari.

## L'organizzazione

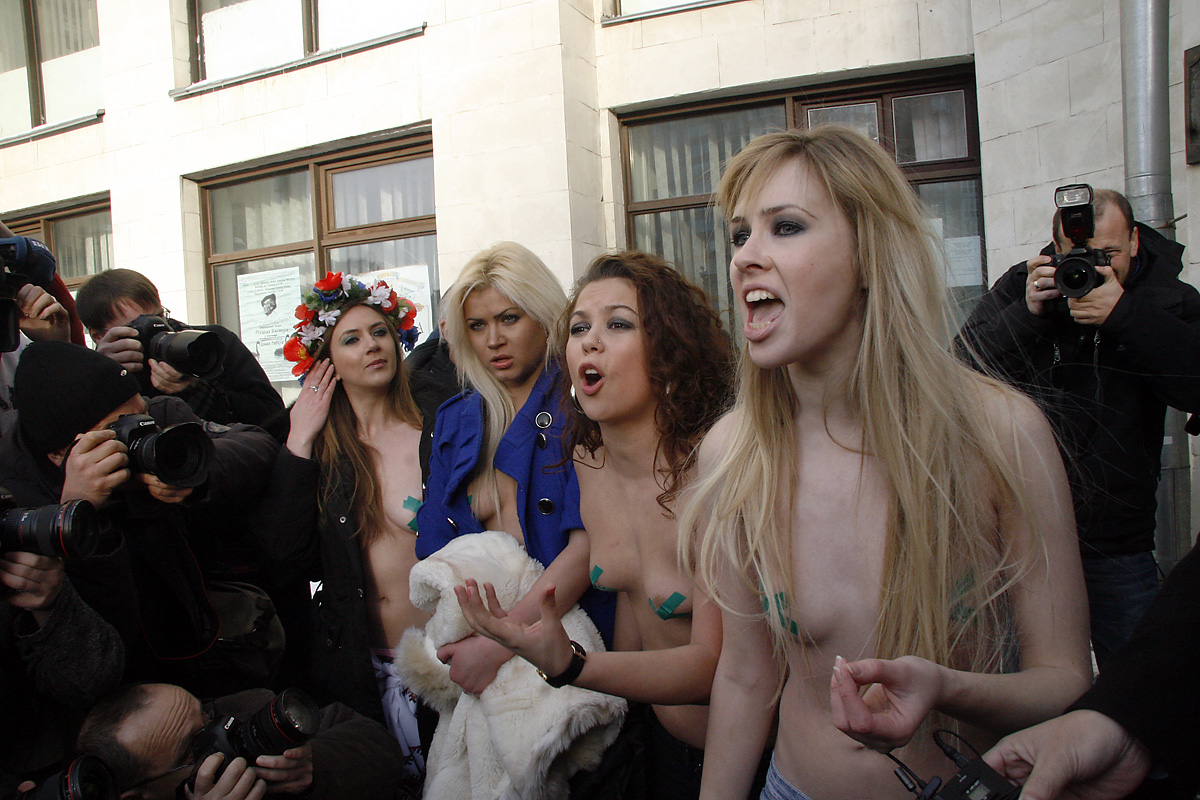
Protesta di manifestanti FEMEN a Kiev durante le elezioni presidenziali in Ucraina del 2010

La colonna portante del movimento è costituita da studentesse universitarie tra 18 e 20 anni. A Kiev ci sono circa 300 manifestanti attive che fanno capo al movimento. Non mancano attivisti maschi interessati alla causa e attivamente coinvolti. Alle manifestazioni del gruppo partecipano circa 20 volontarie in topless insieme agli oltre 300 membri completamente vestiti. La maggior parte delle manifestazioni si è svolta a Kiev, ma FEMEN ha anche manifestato in altre città quali Odessa, Dnipro, Zaporižžja, Milano, Londra, Vienna, Istanbul, Parigi, Roma e Venezia,

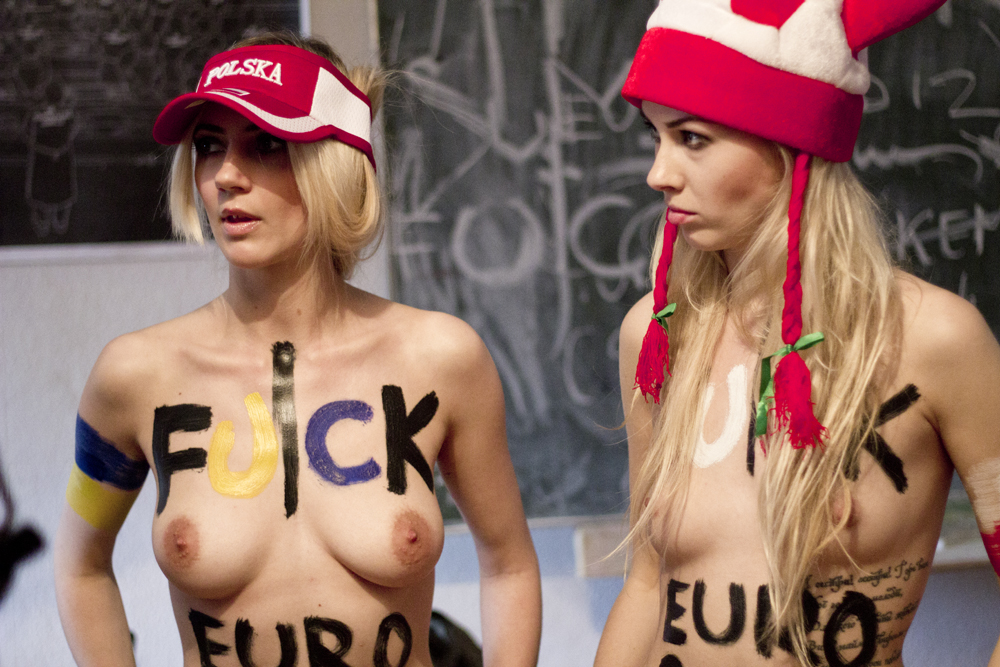
Protesta di manifestanti FEMEN l'8 giugno 2012 durante l'EURO 2012

L'obiettivo del movimento è "smuovere le donne in Ucraina, rendendole socialmente attive; organizzare entro il 2017 una rivoluzione femminista".
FEMEN ha giustificato i suoi metodi provocatori affermando "che è l'unico modo per essere ascoltati in questo paese. Se avessimo manifestato con il solo ausilio di cartelloni le nostre richieste non sarebbero state nemmeno notate". Riguardo all'utilizzo del corpo femminile come mezzo per attirare l'attenzione mediatica, la fondatrice dell'organizzazione, Anna Hutsol, ha affermato: "Mi sono resa conto che il femminismo tradizionale qui in Ucraina non avrebbe attecchito, né con le donne né con la stampa, né tanto meno con la società. E allora perché non adattare il femminismo al modello ucraino?". L'organizzazione pianifica di diventare il più grande ed il più influente movimento femminista in Europa.
Alcuni membri hanno lamentato che, a causa del loro coinvolgimento in FEMEN, si sono sentiti alienati dalle loro famiglie. FEMEN riceve piccoli aiuti finanziari completamente volontari da persone comuni (tra cui, ad esempio, Dj Hell). Su richiesta delle autorità ucraine, Facebook ha cancellato nel maggio 2011 la pagina delle attiviste di FEMEN. In risposta, alcuni sostenitori belgi del movimento hanno creato il gruppo "FIST: Femen International Support Team".
Nell'aprile del 2011 l'organizzazione ha annunciato la realizzazione di punti di riferimento oltre confine a Varsavia, Zurigo, Roma, Tel Aviv, Rio de Janeiro. L'annuncio denunciava inoltre che FEMEN era stata soggetta ad intimidazioni da parte dei Servizi segreti dell'Ucraina dopo l'elezione del presidente Viktor Janukovyč nel 2010.
Contro l'organizzazione sono stati avviati in Ucraina numerosi procedimenti penali, con accuse quali vilipendio dei simboli dello Stato e vandalismo, con conseguente multa.
La fondatrice del movimento FEMEN è Anna Hutsol. Nata il 16 ottobre 1984 a Murmansk, in Russia, da una famiglia ucraina, è un'economista con un background nell'ambito del teatro e usa questa esperienza per far guadagnare attenzione mediatica alla sua causa.
Nell'estate del 2012 il pittore belga Jean Pierre Vancayseele ha dedicato due dipinti al movimento che ritraevano due attiviste FEMEN.
Durante un'intervista del quotidiano britannico The Guardian, Inna Shevchenko ha affermato che il togliersi gli indumenti durante le proteste serve affinché "le persone possano vedere che non abbiamo armi, eccetto i nostri corpi" e che questo comportamento, "in un mondo che appartiene agli uomini", è l'unico per "provocarli e catturare l'attenzione di tutti". Inoltre ha sottolineato l'importanza dei centri FEMEN come quello aperto a Parigi dove le FEMEN possono formarsi con un allenamento "morale, ma anche fisico: devi essere in buona forma perché magari alle proteste potresti avere necessità di scappare via, o di attaccare la polizia, o di arrampicarsi su un edificio"; infine ha aggiunto: "non nascondiamo i nostri corpi, né i nostri volti, ci confrontiamo con i nemici faccia a faccia. Li guardiamo negli occhi e dobbiamo essere ben preparate fisicamente per farlo".

## Storia

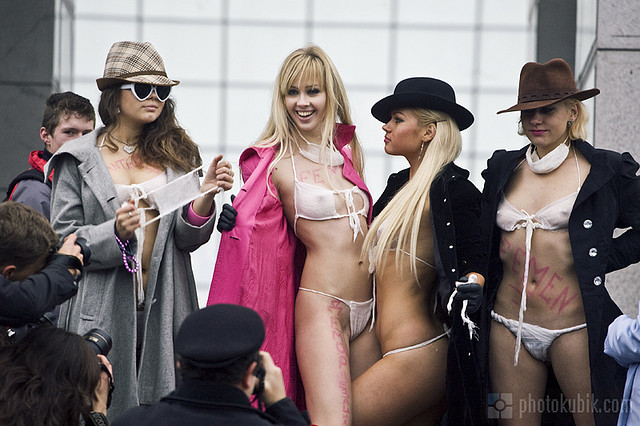
Protesta di manifestanti FEMEN a Kiev il 9 novembre 2009. Le proteste iniziali erano provocatorie, ma non in topless.

L'organizzazione è stata fondata da Anna Hutsol nel 2008, empatizzando con le tristi storie di numerose donne ucraine che erano andate all'estero ingannate da false promesse: "Ho fondato FEMEN perché ho capito che nella nostra società mancavano donne attiviste; l'Ucraina è maschilista e le donne hanno un ruolo passivo." Inizialmente FEMEN ha guadagnato l'attenzione dei media per le manifestazioni in cui le donne indossavano solo biancheria intima: tuttavia da quando, nell'agosto del 2009, Oksana Šačko protestò in topless a Kiev, le attiviste FEMEN hanno sempre manifestato allo stesso modo e il movimento ha messo in scena eventi con evidenti e provocatori richiami erotici.
La Hutsol è fermamente contraria alla legalizzazione delle prostituzione in Ucraina e tramite FEMEN ha proposto l'introduzione della responsabilità penale per chi usufruisce dei servizi proposti dall'industria del sesso.
Nel 2011, alla fine di aprile, c'è stata una manifestazione a Mosca di un gruppo chiamato RU FEMEN, ma l'organizzazione ha immediatamente denunciato il partito politico russo Russia Unita di aver creato questo falso FEMEN.
Una delle maggiori attiviste FEMEN, Inna Shevchenko, essendo ricercata dalla polizia ucraina in seguito al taglio, insieme ad altre attiviste, di una croce in legno in memoria alle vittime dello stalinismo in Ucraina in segno di solidarietà con le componenti del gruppo Pussy Riot, sotto processo in quei giorni e poi condannate a due anni di carcere, è fuggita da Kiev per evitare di essere arrestata, per arrivare fino a Parigi "dove può continuare a lavorare".
Il 18 settembre 2012 è stato aperto un centro FEMEN nel diciottesimo arrondissement di Parigi e il giorno seguente l'associazione è stata ufficialmente riconosciuta in Francia, diversamente da quanto accadeva in Ucraina. Lo scopo del centro è di formare «nuovi soldati femministi» per una lotta «globale» contro le discriminazioni per poi potersi espandere a New York, Montréal e San Paolo.

## L'inchiesta

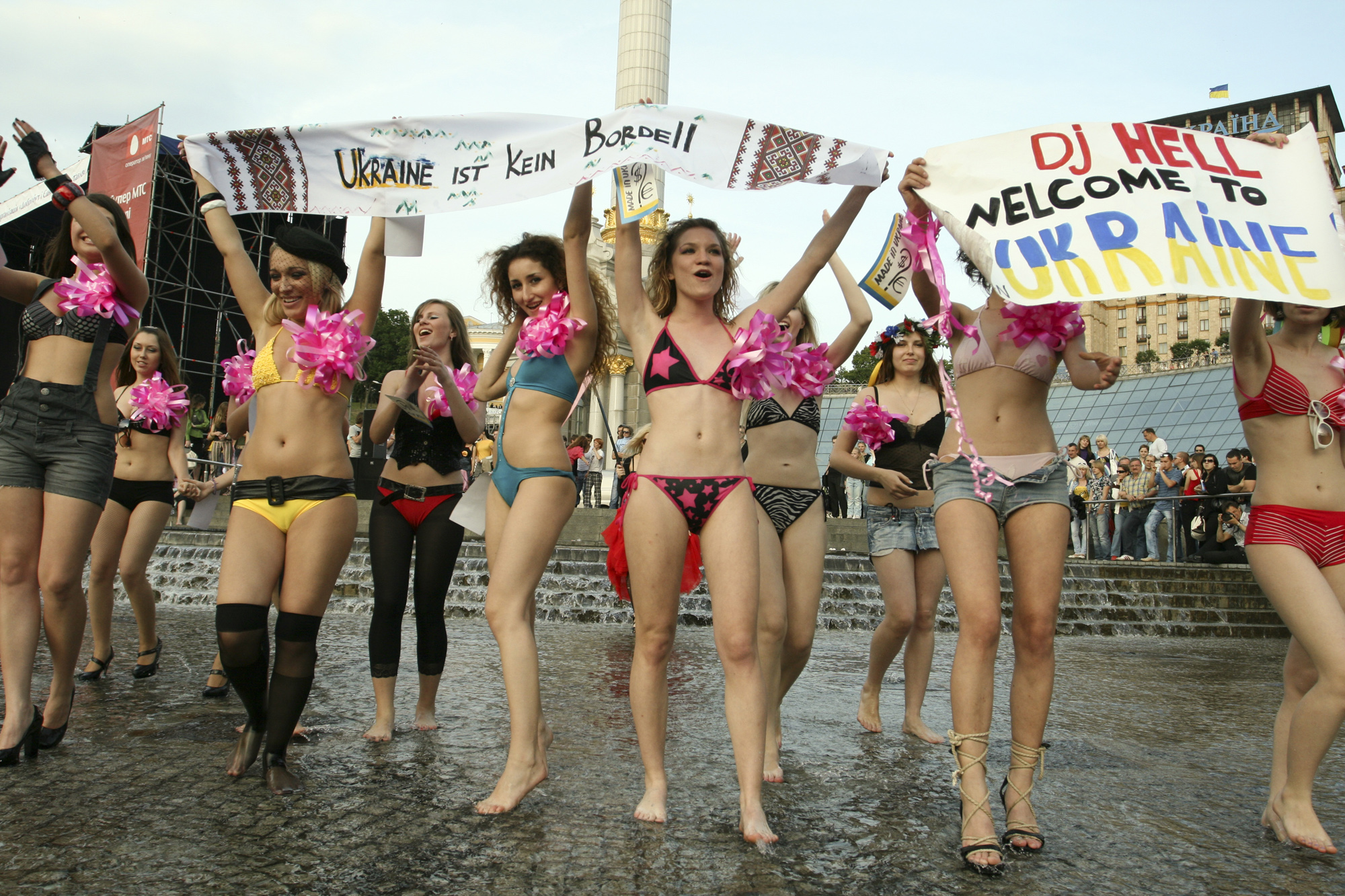
Maggio 2009 "L'Ucraina non è un bordello!" Protesta sulla Piazza dell'Indipendenza

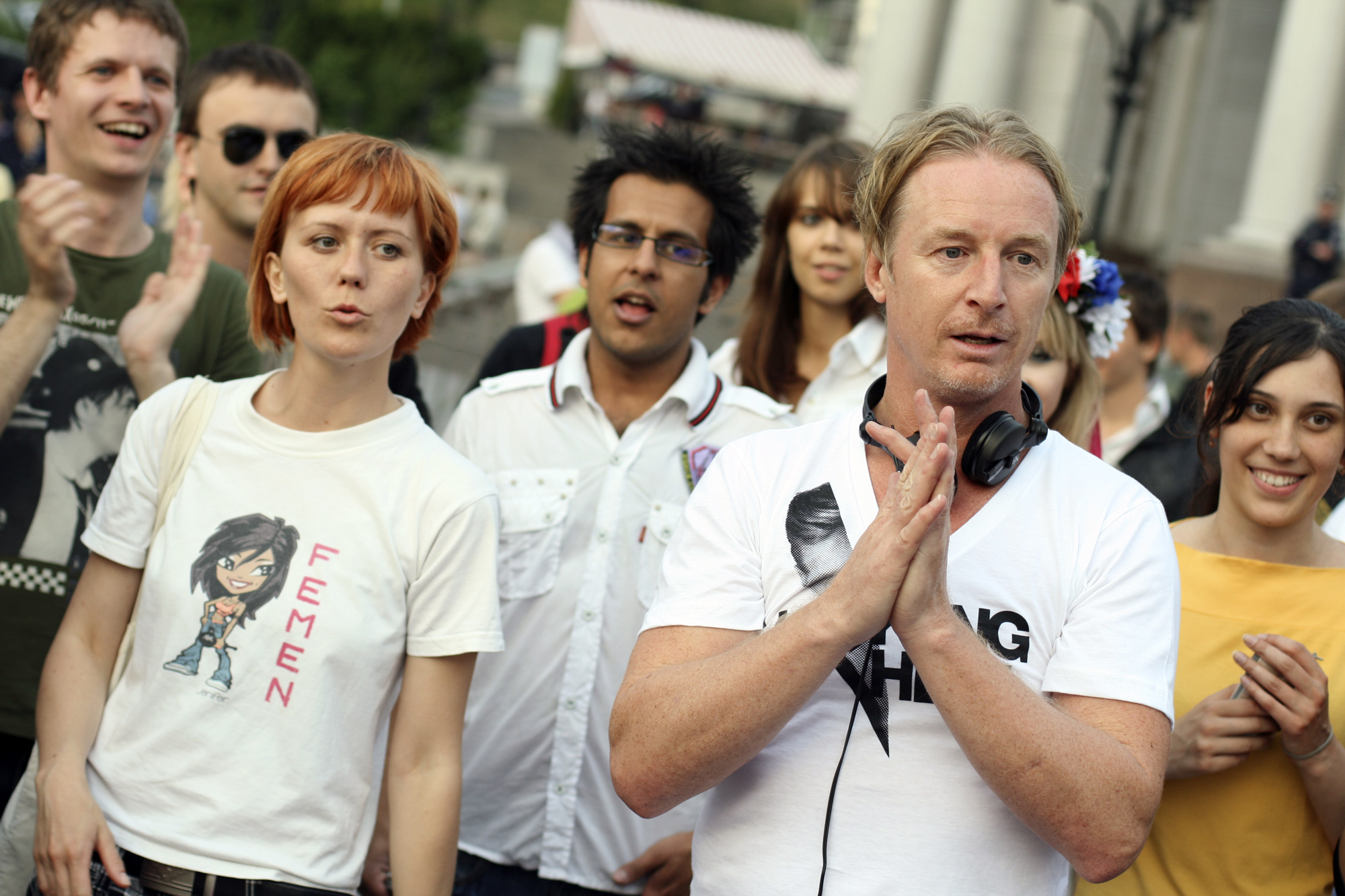
La fondatrice Femen Anna Hutsol durante una dimostrazione delle Femen con DJ Hell a Kiev il 22 maggio 2009

Daryna Chyzh, giornalista televisiva ucraina del canale 1+1, è riuscita ad infiltrarsi all'interno del movimento. Secondo il suo reportage, dopo aver partecipato ad una sorta di "provino" ed essersi fatta fotografare a seno nudo, la giornalista si sarebbe trasferita a Parigi per seguire un training su come mostrarsi dinanzi alle telecamere e come denudarsi in maniera eclatante. Daryna avrebbe poi partecipato ad una manifestazione anti-islamica a seno scoperto in un distretto musulmano della città. La reporter ha anche rivelato che le attiviste FEMEN, oltre ad aver spesato viaggio in aereo, taxi, vitto e alloggio, nonché trucco e cosmesi, percepirebbero un compenso di circa 1000 € al mese, mentre le dipendenti dei vari uffici coordinativi di Kiev arriverebbero a percepire 2500 € mensili, il che è molto, in un paese in cui lo stipendio medio d'un lavoratore arriva sì e no a 500 €. Sempre secondo quest'inchiesta, dietro il movimento si celerebbero importanti personalità del jet set europeo. Il movimento FEMEN nega ogni addebito e ha già intentato causa contro la giornalista ed il network televisivo che ha ospitato il suo reportage.

### Alcune manifestazioni e proteste

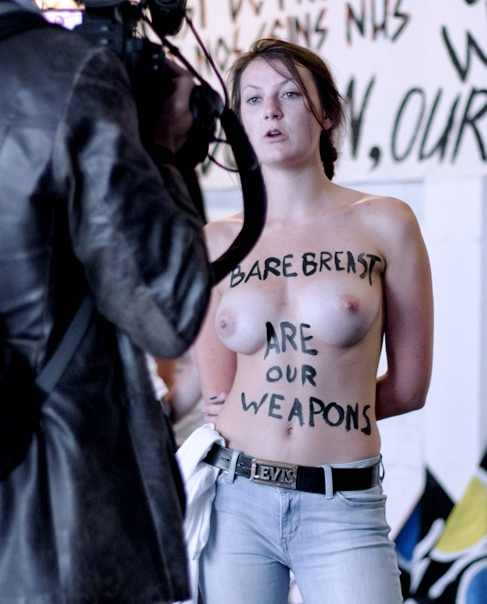
Una protesta Femen in Francia nel 2012

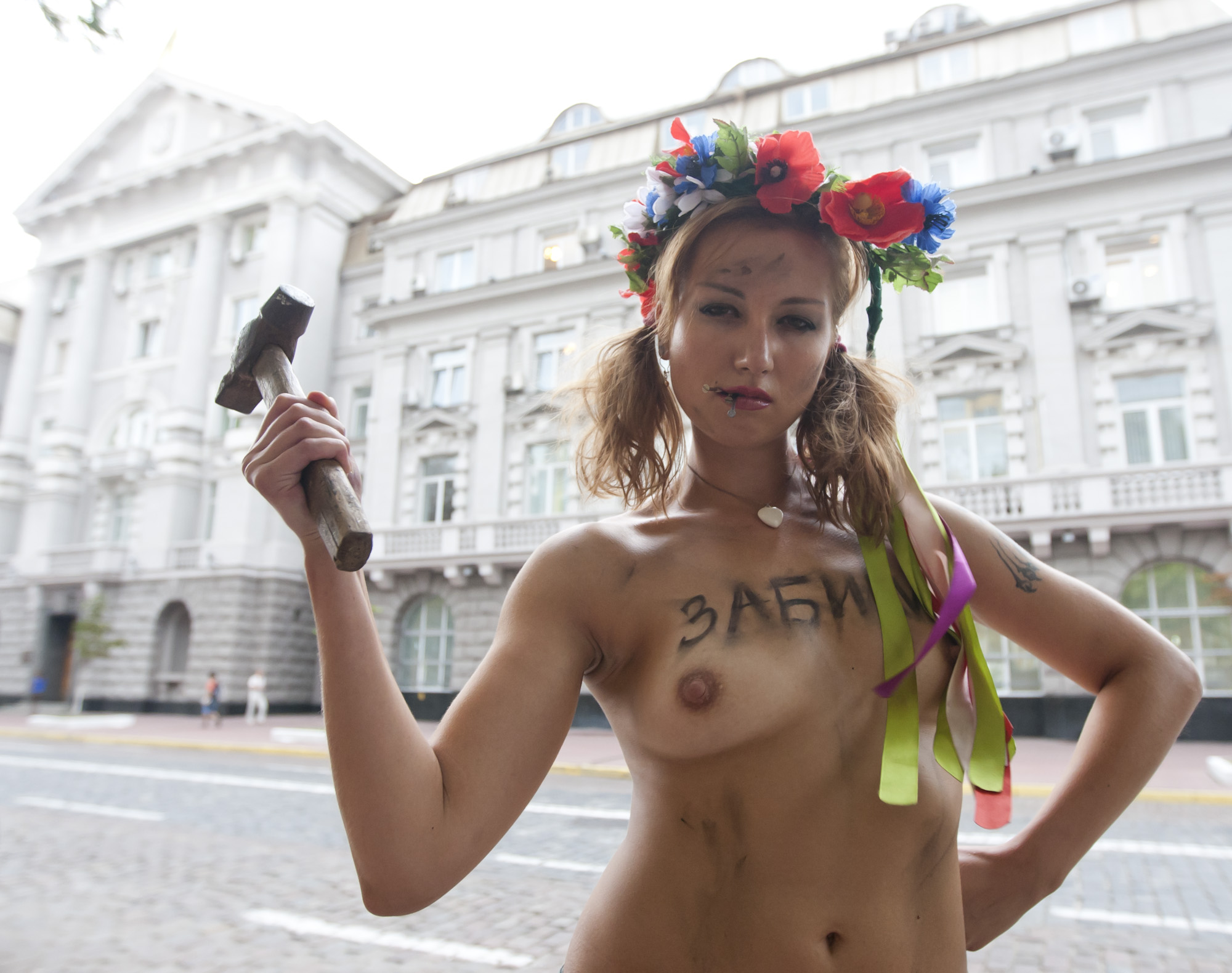
Proteste femminili al di fuori del palazzo dei servizi segreti a Kiev (agosto 2010)

- 31 luglio 2009: Manifestazione contro il dilagare della prostituzione in Ucraina.[66]
- 21 agosto 2009: Protesta davanti all'ambasciata afghana a Kiev per una legge che permette agli uomini sciiti di negare alle loro mogli ogni tipo di appoggio se non soddisfano le loro richieste sessuali.[45] Per la prima volta un'attivista FEMEN, Oksana Shachko, protesta in topless.[44]
- 23 agosto 2009: Protesta durante la Festa dell'Indipendenza per la democrazia presente nel paese, secondo FEMEN ancora lontana dal significato vero e proprio del termine.[45]
- 18 ottobre 2009: Protesta contro il turismo sessuale in Ucraina.[45]
- 7 febbraio 2010: Protesta in Ucraina presso i seggi elettorali contro l'abuso del paese da parte dei politici.[67]
- 17 marzo 2010: Protesta contro la mancanza di rappresentanti del sesso femminile nel governo di Kiev.[45]
- 12 gennaio 2011: Protesta nel cimitero di Kiev contro la politica di stabilità di Viktor Janukovyč.[68]
- 3 giugno 2010: Protesta a Kiev contro la repressione dei media in Ucraina.[45]
- 1º febbraio 2011: Protesta contro il piano "balcone pulito" e, indirettamente, contro il Campionato europeo di calcio 2012.[69]
- 4 febbraio 2011: Protesta a Kiev, in Ucraina, contro il presidente ucraino Viktor Janukovyč per le sue politiche "sessiste e discriminatorie".[70]
- 1º marzo 2011: Protesta a Kiev contro il turismo sessuale in Ucraina.[71]
- 18 luglio 2011: Protesta a favore di tre fotoreporter accusati di spionaggio.[72]
- 15 agosto 2011: Protesta a favore di Julija Tymošenko a Kiev.[73]
- 24 agosto 2011: Protesta a Kiev contro il governo.[74]
- 12 ottobre 2011: Protesta a Kiev durante l'inaugurazione dello Stadio Olimpico.[75]
- 6 novembre 2011: In Vaticano tre ragazze affiliate a Femen protestano per i diritti delle donne in Piazza San Pietro durante l'Angelus ma sono bloccate dalla polizia.[76]
- 9 dicembre 2011: Protesta a Mosca contro i presunti brogli elettorali.[77][78]
- 12 gennaio 2012: Protesta contro il turismo sessuale in India.[79]
- 28 gennaio 2012: Protesta a Davos in Svizzera contro taluni esponenti presenti al meeting del Forum economico mondiale.[80][81]
- 2 febbraio 2012: Protesta a Zurigo contro i mondiali di hockey del 2014 in Bielorussia per opporsi al presidente bielorusso Aljaksandr Lukašėnka.[82]
- 13 febbraio 2012: Protesta presso la sede della Gazprom a Mosca contro il prezzo del metano russo.[83][84]
- 24 febbraio 2012: Protesta a Milano contro il mondo della moda.[18][45]
- 2 marzo 2012: Manifestazione a Vienna per i diritti delle donne.[20]
- 4 marzo 2012: Protesta contro il capo del governo russo Vladimir Putin.[85][86]
- 8 marzo 2012: Protesta a Istanbul contro le violenze sulle donne.[21]
- 31 marzo 2012: Protesta sulla Tour Eiffel a Parigi contro la situazione delle donne nell'Islam.[22]
- 10 aprile 2012: Protesta sulla cattedrale di Kiev contro una legge che vieta l'aborto.[87][88]
- 3 maggio 2012: Protesta a Kiev contro il turismo sessuale in Ucraina e nella stessa capitale.[89]
- 12, 13 e 24 maggio 2012: Tre tentativi delle attiviste Femen di sottrarre la Coppa del Campionato europeo di calcio 2012.[90][91][92][93]
- 31 maggio 2012: Protesta a Kiev contro la prostituzione.[94]
- 8 giugno 2012: Protesta a Varsavia contro il Campionato europeo di calcio 2012.[95]
- 20 giugno 2012: Protesta a Kiev contro l'aumento della prostituzione in Ucraina causato dal Campionato europeo di calcio 2012.[96]
- 21 giugno 2012: Protesta a Kiev contro il degrado causato dai tifosi in affluenza per il Campionato europeo di calcio 2012.[97]
- 24 giugno 2012: Protesta a Kiev contro l'aumento di turismo sessuale in Ucraina causato dal Campionato europeo di calcio 2012.[98][99][100][101]
- 1º luglio 2012: Protesta a Kiev contro la presenza del presidente bielorusso Aljaksandr Lukašėnka alla finale del Campionato europeo di calcio 2012.[102][103][104]
- 26 luglio 2012: Protesta a Kiev contro la visita del capo della Chiesa ortodossa russa Kirill.[105][106][107]
- 2 agosto 2012: Protesta a Londra contro gli Stati che applicano la Sharia e che partecipano ai Giochi della XXX Olimpiade.[19][108]
- 17 agosto 2012: alcune attiviste FEMEN, in segno di solidarietà con le componenti del gruppo punk russo Pussy Riot che in quei giorni erano in attesa del verdetto finale del processo a loro carico per "teppismo religioso"[56] a Kiev tagliano con una motosega un monumento dedicato alle vittime dello stalinismo.[45][52][53][54][55] Per questo fatto, l'attivista FEMEN Inna Shevchenko, l'autrice del gesto, essendo lei ed altre attiviste FEMEN ricercate dalla polizia ucraina,[50][51][109] è fuggita a Parigi per sfuggire ai funzionari delle forze di sicurezza ucraine.[57][58]
- 18 settembre 2012: manifestazione a Parigi in occasione dell'inaugurazione, nel 18simo arrondissement della capitale francese, di un nuovo "Centro internazionale" per "addestrare le attiviste per le azioni nell'Unione europea".[39][40][41][59][60][61][62]
- 13 gennaio 2013: manifestazione a Città del Vaticano in occasione dell'Angelus, per manifestare a favore dei diritti dei gay.[110][111][112]
- 26 gennaio 2013: manifestazione all'entrata del Centro Congressi di Davos (Svizzera), in occasione del World Economic Forum.[113][114][115]
- 7 febbraio 2013: manifestazione a Berlino, in occasione dell'inaugurazione del 63º Festival internazionale del cinema di Berlino.[116]
- 12 febbraio 2013: manifestazione presso la cattedrale di Notre-Dame di Parigi, per "festeggiare" le dimissioni del Papa Benedetto XVI e la legge sui matrimoni omosessuali in via di approvazione al parlamento francese.[117]
- 24 febbraio 2013: tre ragazze a seno scoperto contestano l'ex premier italiano Silvio Berlusconi all'entrata del seggio allestito nella scuola "Dante Alighieri" in via Scrosati a Milano, in occasione delle elezioni politiche.[118]
- 1º marzo 2013: la tunisina Amina Tyler diffonde in rete su Facebook una fotografia a seno nudo con una scritta secondo cui il corpo appartiene alla donna; dopo lo scalpore generato da questa forma di protesta, ha subito minacce ed accuse dai Salafiti[119][120]
- 12 marzo 2013: in piazza San Pietro a Roma, durante il conclave, un'attivista si è spogliata mostrando la scritta sul corpo nudo "No More Pope".[121]
- giugno 2013: ad Istanbul durante le proteste per salvare il Parco Gezi.[senza fonte]
- 24 dicembre 2013: la ventenne attivista, Josephine Witt, è salita sull'altare di una cattedrale a Colonia, esibendo il seno nudo durante la celebrazione della messa di mezzanotte.[122]
- 16 ottobre 2014: protesta in piazza del Duomo a Milano durante l'Asia-Europe Meeting.[123]
- 13 novembre 2014: protesta in Italia durante la trasmissione Announo.[124][125]
- 14 novembre 2014: protesta in piazza San Pietro a Roma[126]
- 4 marzo 2018: un'attivista Femen con scritto sul petto "Berlusconi sei scaduto" fa irruzione ad un seggio elettorale protestando contro Silvio Berlusconi, il quale si era recato lì per esprimere il proprio voto in occasione delle elezioni politiche.[127]
- 13 maggio 2018: In Piazza San Pietro a Roma, in occasione dell'Angelus domenicale, un'attivista Femen simula il gesto dell'allattamento avvicinando al proprio seno appena scoperto un bambino che ha in braccio. Una seconda attivista viene fermata prima di poter agire.